# Barroc i classicisme francès
Barroc i Classicisme francès són denominacions historiogràfiques que designen els estils artístics desenvolupats per l'art francès durant el segle xvii. L'art de la França del segle xvii s'acostuma a estructurar en dues meitats: la primera meitat del segle, sota la influència de Roma, una etapa de predomini del Barroc i la segona meitat del segle, durant el regnat de Lluís XIV, l'art queda subjecte a les normes establertes per les acadèmies que són dirigides per l'estat, l'anomenat Classicisme.

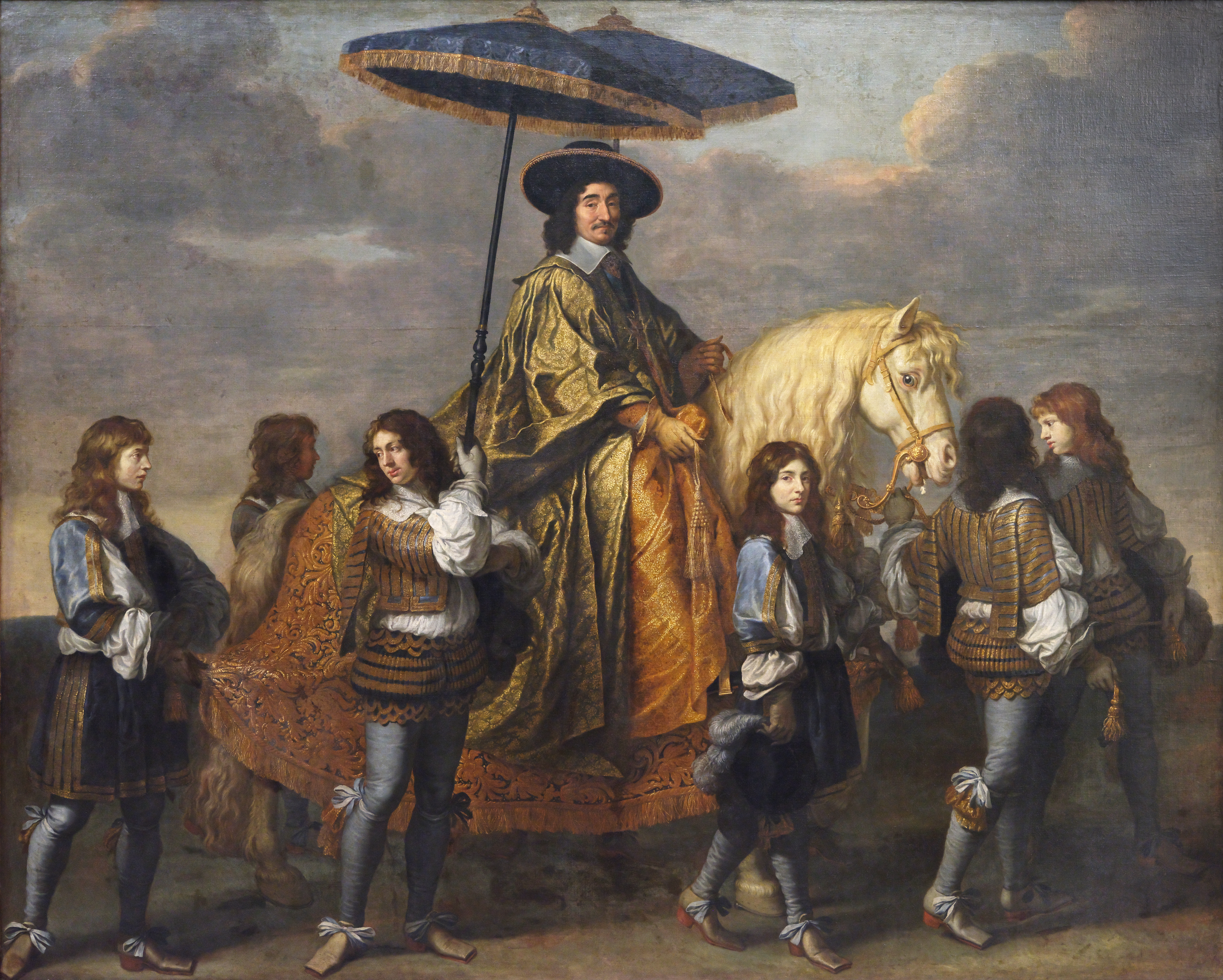
La cambra del rei del Gran Trianon de Le Brun
Palau de Versalles (París)

El segle xvii és denominat pels francesos com el Grand Siècle, comença amb un període d'inestabilitat i regències on l'església determina en gran manera els designis de la política francesa, el paradigma d'aquesta situació és el cardenal Richelieu. Lluís XIV continua la política de Richelieu d'acaparació de poder i control acèrrim de la societat, l'anomenat absolutisme. Richelieu és responsable del canvi d'organització i funció de l'acadèmia. Fins aquell moment, les acadèmies tenien com a model la florentina Accademia della Crusca (1583). Aquesta era un lloc de reunió, discussió i anàlisi. Amb l'Académie française (1634), L'acadèmia es converteix en un lloc on l'estat controla els designis de la cultura.
El Classicisme francès és una empresa que enalteix la figura del monarca, cohesiona l'estat francès i internacionalitza la seva cultura. La monarquia manté o paga els millors artistes i escriptors, per controlar la seva producció. En l'últim terç del segle xvii el Classicisme és una doctrina capitanejada i administrada per Jean-Baptiste Colbert des de 1661. El mateix any, Charles Le Brun és qui dirigeix la producció artística de la cort, esdevé director de la manufactura de Gobelins i director de l'Acadèmia de Belles Arts el 1663, el darrer càrrec l'ostentava el seu antic mestre Vouet. El Classicisme es perllonga en l'academicisme al llarg del segle xviii paral·lelament al rococó i s'estengué per Europa. Posteriorment, ressorgirà en l'estil neoclàssic.
En principi, un Classicisme ha d'estar en contradicció amb el Barroc, estil imperant a Europa, però és la contradicció i el conflicte una constant en el Classicisme francès. La línia oficial es mostra favorable a la claredat, l'ordre el domini de la raó i encarrega el faust i l'ostentació que es concreta amb el seu màxim exponent, el Palau de Versalles. Veurem el conflicte, sovint, sota diversos noms en les diferents disciplines.

## Estil de Lluís XIII

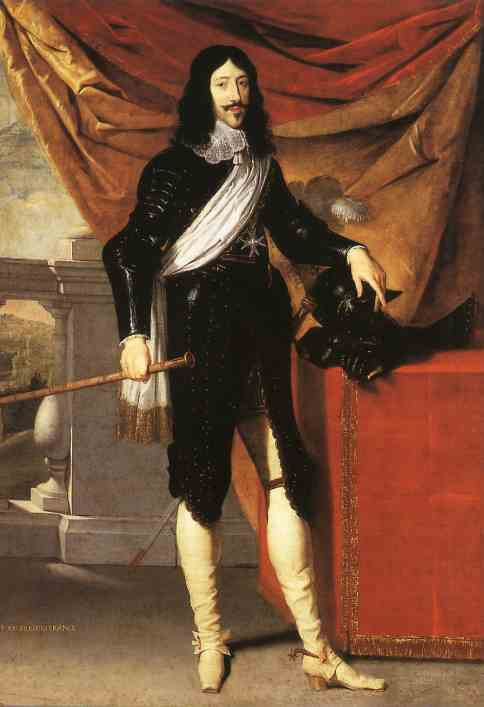
Philippe de Champaigne, Retrat de Lluís XIII

A principis del segle xvii conflueixen el final del manierisme i el principi del Barroc a la cort de Maria de Mèdici i Lluís XIII. L'art d'aquest període mostra influències del nord d'Europa tant de l'escola holandesa com de l'escola flamenca i de pintors romans de la Contrareforma. Entre els artistes s'enceta un debat entre els partidaris de Peter Paul Rubens (color, llibertat, espontaneïtat, el Barroc) i els partidaris de Nicolas Poussin (dibuix, control racional, proporció, el Classicisme romà). Aquesta polèmica es perllongarà fins al Romanticisme i el Neoclassicisme. En els inicis de segle, també destaca l'escola que sota la influència de Caravaggio i el tenebrisme té per màxim exponent Georges de La Tour amb els seus quadres il·luminats amb candeles sorprenents. Els pobres i la misèria queden retratats pels tres germans Le Nain. En les pintures de Philippe de Champaigne destaquen dos retrats de Lluís XIII, el triple retrat del cardenal Richelieu i els retrats de membres de la secta, catòlica, jansenita a la qual va pertànyer des del 1645.

## Cort de Lluís XIV
Mitjançant la propaganda directa, les guerres i els grans treballs arquitectònics, Lluís XIV va emprendre un ample programa elaborat per a la glorificació de França i el seu nom. En aquest període, el ministre del rei Jean-Baptiste Colbert va establir un control real sobre la producció artesanal a França; d'aleshores endavant, ja no es compraria articles de luxe a l'estranger i s'establia un control propi de qualitat.
El Palau de Versalles, inicialment un palauet per refugiar-se després de la cacera i construït pel seu pare, va ser transformat per Lluís XIV en un palau meravellós per als seus festejos i les festes. L'embranzida inicial per a la transformació de Versalles es vincula al Palau de Vaux-le-Vicomte construït per al ministre de finances Nicolas Fouquet. Havent ofert una festa amb profusió de luxes per al rei a la residència acabada el 1661 i sota l'admiració que estava generant aquell palau, el ministre va ser acusat de malversació de fons i va ser sentenciat a cadena perpètua. Le Brun, Louis Le Vau, Le Nôtre, el poeta La Fontaine, el dramaturg Molière estaven tots sota el patrocini de Fouquet van ser tots posats a treballar a Versalles.
Quan era jove, Lluís XIV va patir una insurrecció civil i parlamentària, episodi conegut com la Fronde. El mobiliari i els interiors d'aquest període es coneixen com l'estil Lluís XIV. Eventualment, El Hall dels Miralls (Versalles) va ser transformat en la residència oficial del rei (1682). Acomodant Versalles va evitar els perills de la capital, però sobretot va exercir un control acèrrim en els assumptes dels nobles. Versalles es va convertir en una gàbia daurada: absentar-se significava l'ostracisme per a un noble i ser-hi significava restar sotmès als designis del rei Sol. Allí, es va imposar una etiqueta estricta. Una paraula o una mirada del rei podia destruir una carrera.

### Urbanisme

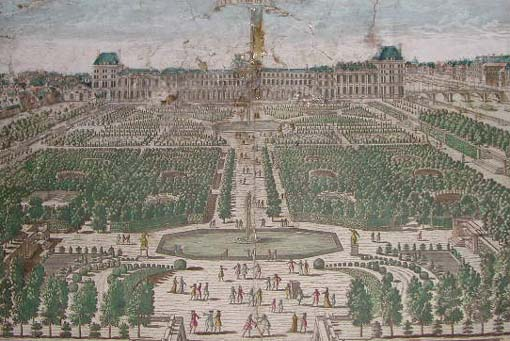
Palau i Jardí de les Teuleries

El Barroc comporta entendre París com l'epicentre de la nació d'on emana el poder polític i econòmic i és el motor dels canvis socials i culturals. L'impulsor del nou urbanisme de París és Enric IV, però el seu curt mandat comporta que molts dels projectes siguin endegats per Lluís XIV. S'enderroquen antigues muralles i es construeixen grans avingudes. La plaça s'entenia com un lloc d'interconnexió on, en el centre, era habitual divinitzar el Rei Sol amb una escultura eqüestre dalt d'un pedestal. Al final del seu mandat s'ha construït un magnífic París pel monarca i la seva cort sufragat per una França camperola.
- Jules Hardouin-Mansart
- François Blondel: urbanisme de París.

### Arquitectura

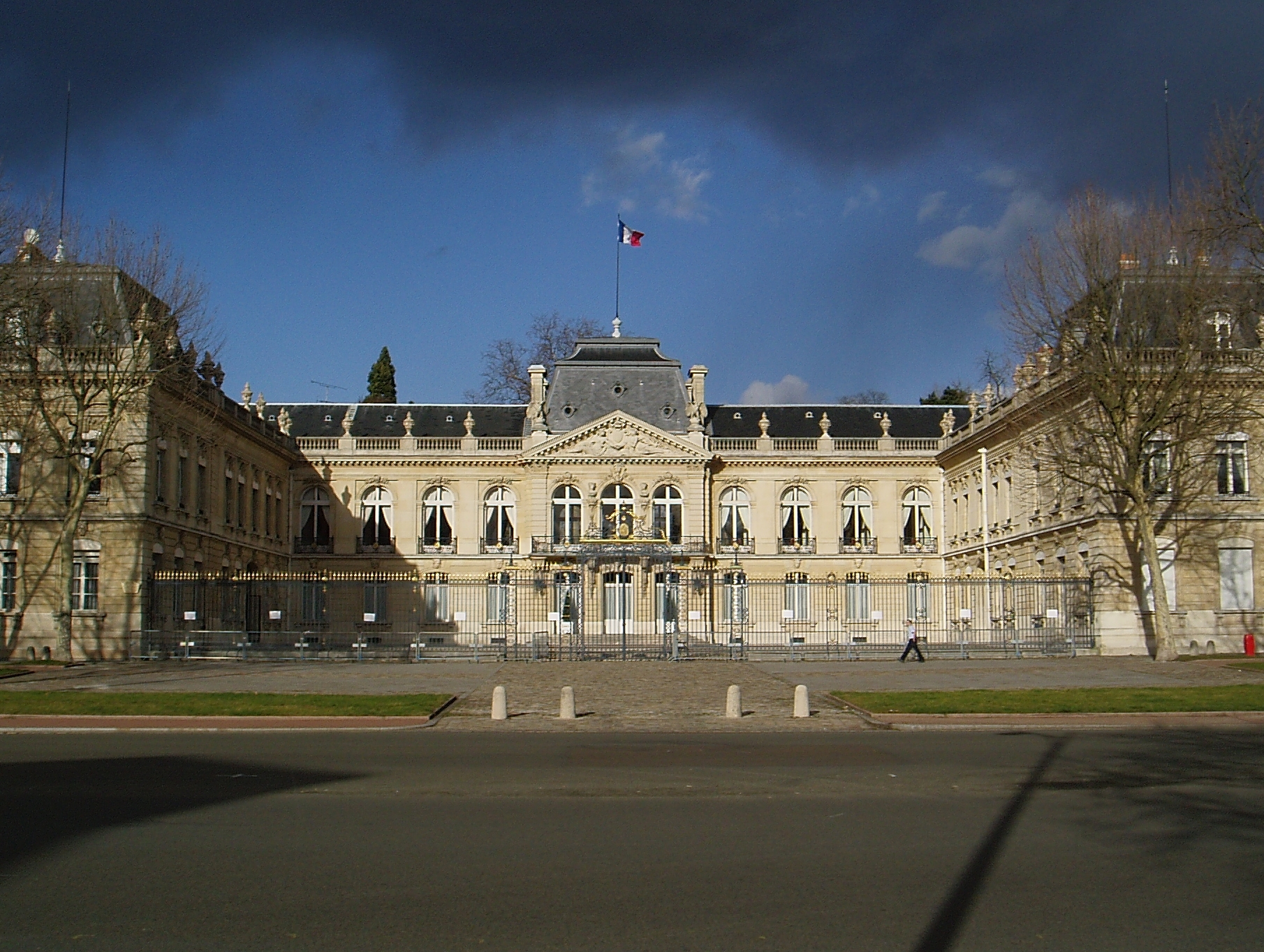
Comissaria de Versalles

En arquitectura l'herència renaixentista i els postulats de Marc Vitruvi marquen el gust clàssic. Sota el mandat centralista de Lluís XIV, podem atribuir la finalització del Louvre, la gran transformació de Versalles i l'urbanisme actual de París.
El Barroc practicat a Itàlia no resultava apropiat pel gust francès. La famosa proposta de Bernini per redissenyar el Louvre va ser rebutjada, rectificada en diverses ocasions i finalment denegada per Lluís XIV. Louis Le Vau, Charles Le Brun i Claude Perrault van conformar l'equip que va presentar dos projectes al rei i aquest va escollir el disseny final.
El 1671 es funda l'Académie royale d'architecture a petició de Colbert. François Blondel és el director de l'acadèmia i qui defensa la línia oficial, partidària d'un seguiment estricte de les normes establertes a l'antiguitat clàssica. Claude Perrault és partidari d'una interpretació més laxa i una adequació dels principis clàssics a les noves necessitats que plantejaven els edificis del moment. Aquesta diferència de principis genera el conflicte anomenat la querelle des Anciens et des Modernes.
- Jacques Lemercier arquitecte al Louvre, reconstrueix l'església de la Sorbona.
- François Mansart
- Salomon de Brosse
- Louis Le Vau: arquitecte al Louvre i urbanització de Versalles.
- André Le Nôtre: disseny dels jardins de Versalles.
- Jules Hardouin-Mansart: arquitecte a Versalles i arquitecte de château de Vaux-le-Vicomte.

### Pintura

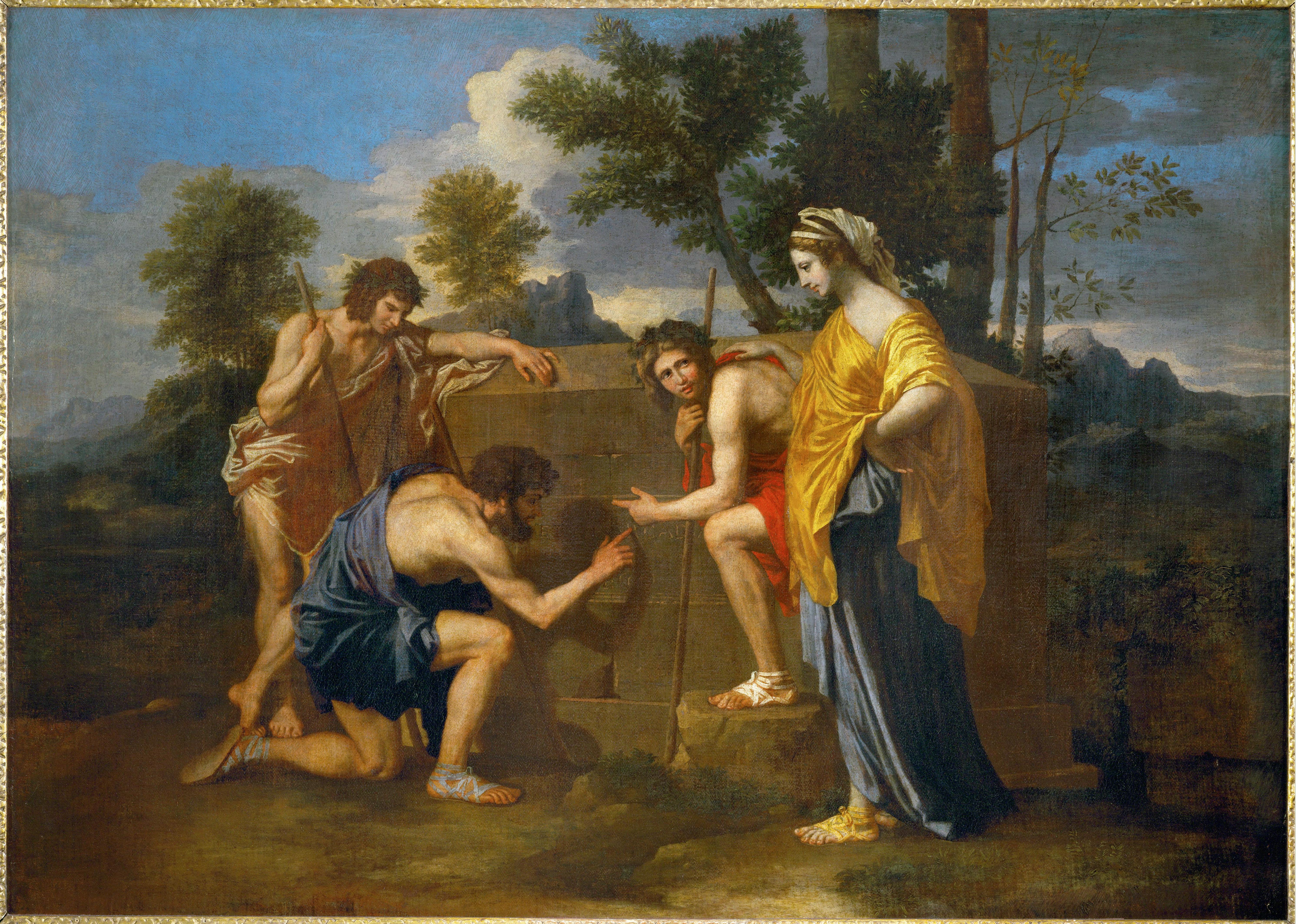
Nicolas Poussin, Et in Arcadia ego (També sóc a l'Arcàdia) (1638-1639). Museu del Louvre (París)

El control va ser també inclòs en la creació el 1648 de l'Académie royale de peinture et de sculpture sota l'auspici del Cardenal Mazzarino. L'acadèmia va establir la jerarquia de gèneres en pintura, essent el més noble dels gèneres la pintura d'història. Aquesta emprava una retòrica pictòrica molt marcada i un sentit estricte d'allò que es considerava decorós.
Encara que amb algun predecessor, Nicolas Poussin esdevé el pintor de la cort. La major part de la seva vida esdevingué a Roma, el Cardenal Richelieu l'ordena tornar a França per ostentar aquest càrrec aproximadament un any, mor el 1665. Poussin és autor d'un tractat l'Expressió de les passions.
El 1672, Le Brun es mostra partidari de la línia (Poussin) en detriment del color (Rubens). Gràcies al seu control de l'Académie royale de peinture et de sculpture i als encàrrecs del rei Lluís XIV per a la decoració del castell de Versalles en farà el moviment oficial a França i influenciarà altament tota una generació de pintors francesos i de la resta d'Europa. Com en les altres disciplines, el Classicisme en pintura tendeix cap a un ideal de perfecció i de bellesa, inspirat del que es creu, aleshores, ser les virtuts de l'Antiguitat. Regles precises i estrictes poden i han d'expressar la representació de la naturalesa. L'obra de Poussin simbolitza les virtuts de la claredat, la lògica i l'ordre, principis de l'academicisme.
- Le Nain
- Simon Vouet
- Eustache Le Sueur
- Philippe de Champaigne
- Claude Lorrain
- Jacques Stella
- Laurent de La Hyre

### Escultura

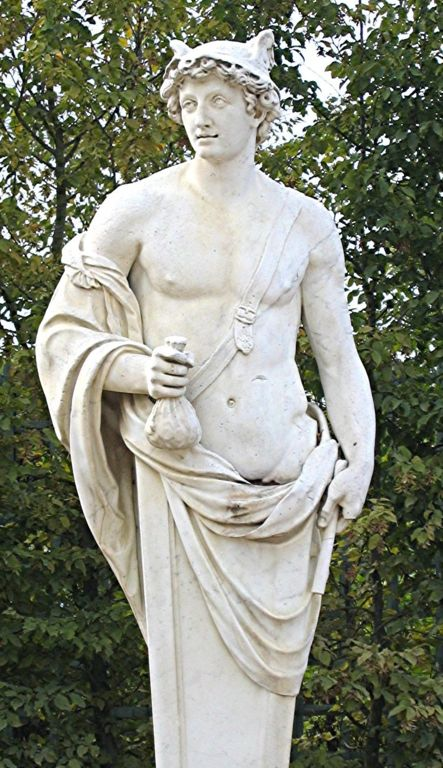
Escultura d'Hermes als jardins de Versalles

En escultura hi ha una prolongació del curs que ha deixat el renaixement, amb una adaptació a l'estil del monarca. Els immensos jardins de Versalles s'omplen d'estatuària.
- Françoise Girardon
- Antoine Coysevox
- Pierre Legros

### Teatre
El segle xvii els dramaturgs francesos desenvolupen el Classicisme en el teatre des del que consideren que és el teatre grec clàssic, incloent les unitats de temps, lloc i acció d'Aristòtil.
- La unitat de temps es refereix a la necessitat de què l'acció sencera s'esdevingui en un període fictici de 24 hores.
- La unitat de lloc significa que l'acció s'ha d'esdevenir en una mateixa localització.
- La unitat d'acció significa que l'obra s'ha de construir sota un fil conductor, per exemple un drama amorós o un conflicte entre honor i deure.

Aquestes regles tenien per objectiu no cansar l'espectador amb detalls superflus, com el lloc o la data, per tal de permetre-li concentrar-se en la intriga i facilitar la comprensió. Pel que fa a la conveniència, es pretenia no xocar l'espectador, sovint eren homes i dones de la cort reial. Era costum que els homicidis, els suïcidis dels personatges es desenvolupessin fora de l'escena, un personatge explicava l'esdeveniment. Els classicistes no aprovaven Shakespeare que sempre trencava amb aquestes normes.
Dramaturgs classicistes destacats, són Pierre Corneille, Jean Racine o Molière. Victor Hugo va ser dels primers dramaturgs francesos que trenca amb aquestes convencions.

### Literatura

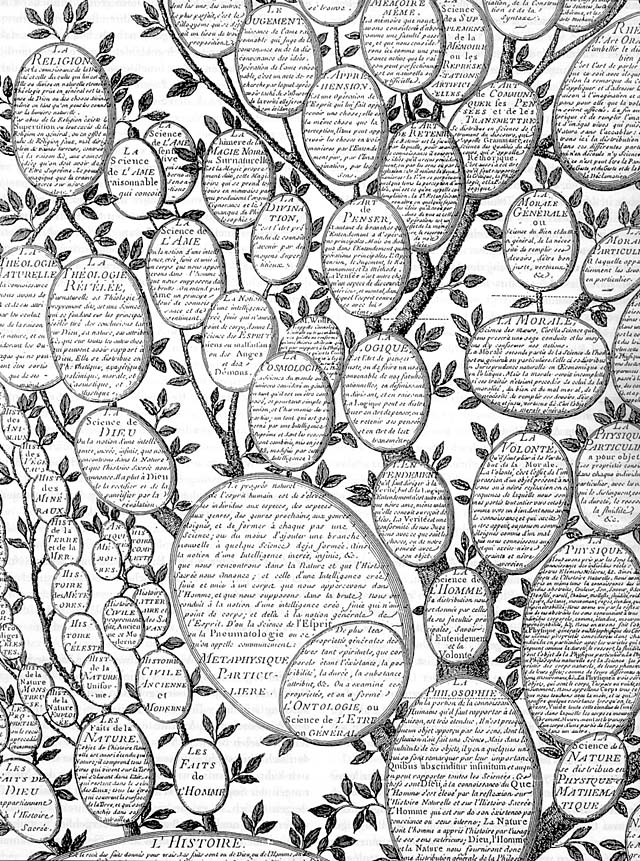
Estructura amb què l'enciclopèdia va estructurar el coneixement humà.

En literatura, el classicisme designa un conjunt de valors i de criteris que defineixen un ideal encarnant-se en l'«home honrat» i que desenvolupen una estètica fundada en l'ideal de perfecció.
L'Académie française, fundada el 1635 pel Cardenal Richelieu sota el regne del rei Lluís XIII, és una de les més antigues institucions de França. Consta de quaranta membres escollits per ells mateixos i vetlla per fixar la llengua.
La «Polèmica dels Antics i els Moderns en el» camp de la literatura és representada pel poeta Nicolas Boileau pels "antics" i el popular escriptor de contes Charles Perrault pels "moderns".
Destaquen figures com Madame de La Fayette, Jean de La Bruyère, Diderot, Montesquieu, Voltaire, Rousseau, Descartes o Blaise Pascal.

### Dansa
El 1661 es funda l'Académie Royale de Danse sota la voluntat de Lluís XIV.

### Música
El 1669 es funda l'Académie Royale de Musique a petició de Colbert com a resposta a l'Académie royale de danse.